# Chirgaon
Chirgaon è una suddivisione dell'India, classificata come municipal board, di 14.105 abitanti, situata nel distretto di Jhansi, nello stato federato dell'Uttar Pradesh. In base al numero di abitanti la città rientra nella classe IV (da 10.000 a 19.999 persone).

## Geografia fisica
La città è situata a 25° 34' 55 N e 78° 49' 04 E.

## Società

### Evoluzione demografica
Al censimento del 2001 la popolazione di Chirgaon assommava a 14.105 persone, delle quali 7.508 maschi e 6.597 femmine. I bambini di età inferiore o uguale ai sei anni assommavano a 1.913, dei quali 1.069 maschi e 844 femmine. Infine, coloro che erano in grado di saper almeno leggere e scrivere erano 9.510, dei quali 5.616 maschi e 3.894 femmine.